# Jytte Hilden
Jytte Hilden (født Jytte Jensen 12. september 1942 i København) er en dansk tidligere rektor og socialdemokratisk politiker. Hun var medlem af Folketinget 1979-1998 og var kultur- og senere forskningsminister i regeringen Poul Nyrup Rasmussen I.

## Uddannelse og arbejde
Hun blev student fra Rungsted Statsskole i 1960 og afsluttede i 1966 sin uddannelse som civilingeniør fra Danmarks Tekniske Højskole, hvor hun efterfølgende blev forsker ved Organisk Kemiske Laboratorium. I 1968 blev Hilden ansat som gymnasielærer ved Roskilde Katedralskole, som hun siden blev rektor for.

## Privatliv
Hilden voksede op i København som datter af underdirektør Jørgen Andreas Jensen (1915-70) og højskolelærer Gudrun Schmeltzer Andersen (1916-82).
Hun var gift med redaktionschef Hans Peter Hilden 1964-68, med hvem hun fik døtrene Ida (1964) og Ulla (1966). Året efter indledte hun et forhold til universitetslektor i historie Johny Leisner, som hun fik børnene Jacob (1970) og Eva (1971) med, de var gift i perioden 1977-1983. Hun var gift med Mogens Lykketoft 1987-2004.

## Politisk karriere
Jytte Hilden meldte sig ind i Socialdemokratiet i 1974 og blev byrådsmedlem i Karlebo i 1978. Hun var folketingsmedlem for Frederiksborg Amtskreds 23. okt. 1979-7. dec. 1981 og for Vestsjællands Amtskreds 10. januar 1984-10. marts 1998. Hun var ordfører for områderne miljø, energi, sikkerhedspolitik og socialpolitik.
Hun var kulturminister 25. januar 1993 - 30. december 1996 i Regeringerne Poul Nyrup Rasmussen I og II, og forskningsminister i Regeringen Poul Nyrup Rasmussen III 30. december 1996 - 23 marts 1998. Som kulturminister besluttede hun bl.a. Den Sorte Diamant.
Hun støttede ikke-konventionelle projekter og sammensatte bestyrelser og udvalg med folk, der ikke kom fra de sædvanlige kredse. Hun udpegede i 1995 Christian Eugen-Olsen til formand for Statens Kunstfonds tonekunstudvalg. Det skete under overskriften "Nye boller på suppen i Statens Kunstfond". Det vakte debat, da posten normalt besættes af en professionel musiker. Han trak sig derefter tilbage, bl.a. fordi han ikke kunne læse noder, som loven kræver for to af de tre medlemmers vedkommende. Som følge heraf blev tonekunstudvalget senere opdelt i to, for klassisk og for rytmisk musik.
Ved folketingsvalget i 1998 blev hun ikke genvalgt og genopstillede derefter ikke.
Hun arbejdede derefter i Erhvervsfremmestyrelsen, Danmarks Radio og fra 1999 som kulturchef ved Det Kgl. Bibliotek. I september 2008 blev hun formand for bestyrelsen i den nystartede centum-venstreorienterede tænketank CEVEA.
Hilden deltog i den socialdemokratiske tænketank Hilden and the Hackers, der udarbejdede debatoplæg om bl.a. udlicitering.